# Йорданка Юрукова
Йорданка Николова Юрукова е българска археоложка, водеща специалистка в страната в областта на нумизматиката, университетска преподавателка, член-кореспондент на Българската академия на науките.

## Биография
Родена е през 1936 година в София. През 1960 г. завършва история в Софийския университет, където неин преподавател е проф. Тодор Герасимов. През следващите 2 години прави специализация във Франция, където получава докторска степен.
След завръщането си става последователно научен сътрудник (1962), старши научен сътрудник II степен (1974) и I степен (1987). Между 1993 и 2005 г. е директорка на Археологическия институт с музей при БАН. През 2008 г. е избрана за член-кореспондент на Академията.
Йорданка Юрукова преподава в Историческия факултет на Софийския университет, от 1974 г. като хоноруван преподавател по нумизматика, а от 1992 г. – като професор по нумизматика и сфрагистика. Между 1975 и 1997 г. води лекции като хоноруван преподавател и във Великотърновския университет. От 1992 до 2001 г. е директор на департамент „Археология“ на Нов български университет.
Чела е лекции в Колеж дьо Франс и Сорбоната, в университетите Упсалски, Женевски, в Мюнхенски, Франкфуртски, Сан Диего.
Научните ѝ изследвания са в областта на нумизматиката. Редакторка (1966–1974) и главна редакторка (от 1974) е на списание „Нумизматика“, а от 1974 до 2004 г. е член на редколегията на сп. „Археология“.
През 2002 г. проф. Юрукова е избрана за почетен член на Белгийското кралско нумизматично дружество.
Почива в София на 31 март 2012 година.